# Wölkendorf
Wölkendorf ist ein Gemeindeteil der Gemeinde Stadelhofen im oberfränkischen Landkreis Bamberg in Bayern.

## Geographische Lage
Das Dorf liegt auf freier Flur, etwa 1 km nördlich der Autobahn A 70. Westlich und nördlich befinden sich Schederndorf und Pfaffendorf, östlich liegt Stadelhofen.

## Eingemeindung
Wölkendorf war eine selbstständige Gemeinde und wurde im Zuge der Gebietsreform in Bayern am 1. Juli 1973 nach Stadelhofen eingegliedert.

## Einwohnerentwicklung
| Jahr | Einwohner |
| ---- | --------- |
| 1987 | 110       |
| 2011 | 103       |
| 2012 | 103       |
| 2013 | 105       |
| 2014 | 103       |
| 2015 | 102       |
| 2016 | 104       |
| 2020 | 111       |
| 2021 | 115       |

## Baudenkmäler

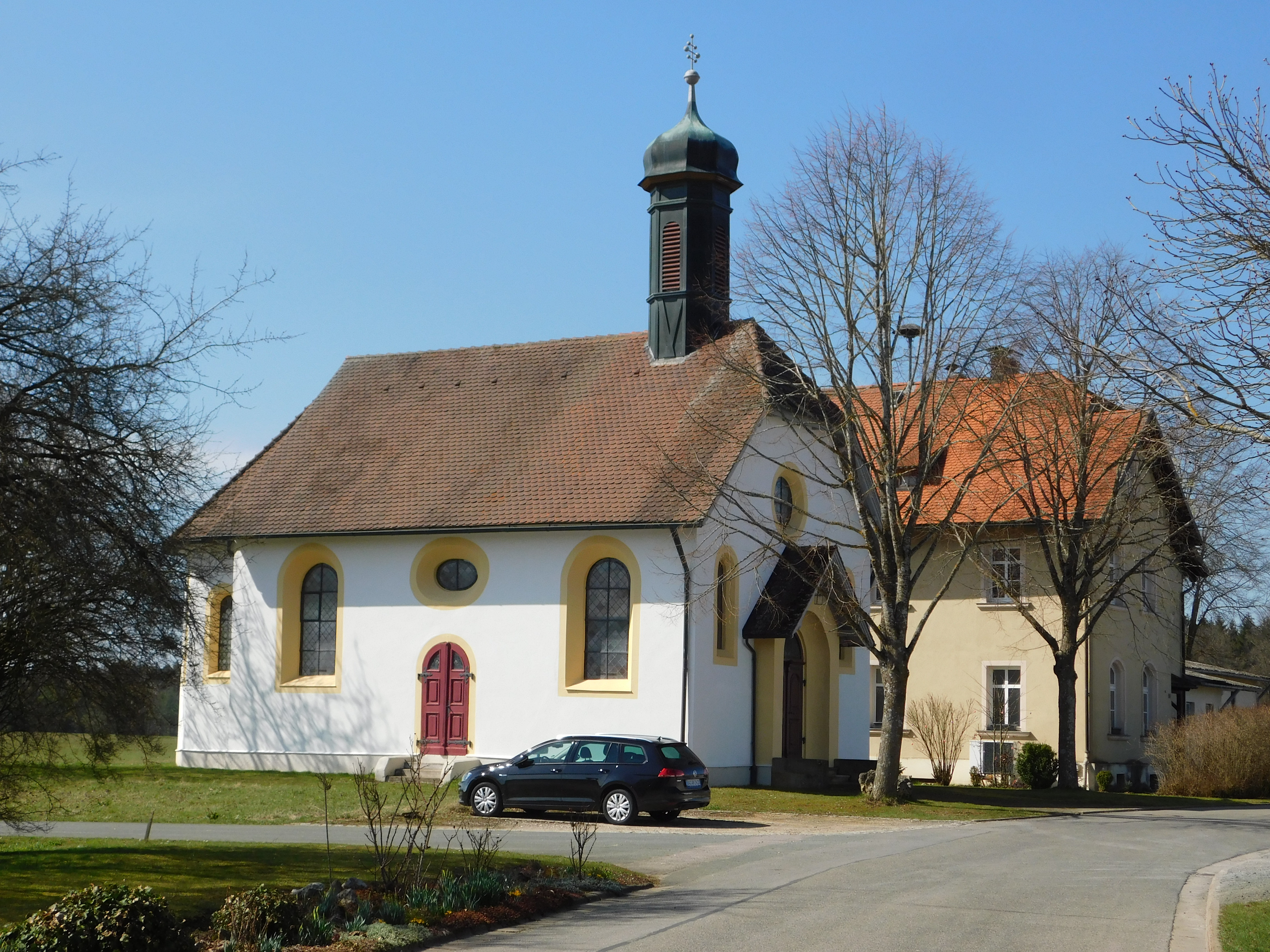
Kapelle St. Wolfgang

Baudenkmäler sind die Kapelle St. Wolfgang und der Gasthof „Goldener Schwan“.